# Förlossningsbristning
Denna sida handlar om underlivsbristningar som en skada under förlossning, för skador på fostret se förlossningsskada.
Förlossningsbristning, underlivsbristningar eller underlivsskada genom bristningar i bäckenbotten är vanligt i samband med förlossning, särskilt hos förstföderskor, och kan orsaka stora problem både på kort och lång sikt. Några exempel är smärta, inkontinens, avföringsproblem, psykiskt lidande, framfall och sexuella svårigheter. En korrekt identifiering är avgörande för att bristningarna ska behandlas rätt och för att förhindra långsiktiga komplikationer och skador.

## Gradering av bristningar
Bristningar delas in i 4 grader. Grad 1 involverar endast slemhinnan eller hud och behöver inte alltid sys. Grad 2 involverar förutom slemhinna även underliggande muskler i perineum och/eller levator ani-muskeln. Det finns även en underklassificering av grad 2-bristningar som beskriver omfattningen av skadan mer specifikt. Ett klipp klassificeras som en grad 2-bristning och involverar vanligtvis hud, slemhinna och muskler i perineum.  Grad 3 involverar även muskeln runt ändtarmen (partiell analsfinkterruptur) och vid en grad 4-bristning är även rektal mukosa involverad (total analsfinkterruptur) .  Grad 2-bristningar kan generellt sys under lokalbedövning på förlossningsrummet av en barnmorska eller läkare, medan grad 3 och 4 sutureras under operation av en läkare. Vaginala och perineala bristningar och andra skador på bäckenbotten hos kvinnor som föder vaginalt kan orsaka lidande både på kort och lång sikt. Förutom smärta, kan förlossningsskador på bäckenbottens stödjefunktioner leda till urinläckage, avföringsläckage, tarmtömningssvårigheter, framfall av vaginalväggarna samt sexuell dysfunktion.
Forskning om åtgärder mot förlossningsskador kan läggas upp på många olika sätt. Den statliga myndigheten SBU har undersökt vilken typ av forskningsfrågor som vårdpersonal och patienter skulle vilja prioritera.

## Förekomst
Vid de flesta förlossningar uppstår inga långsiktiga komplikationer, vare sig för den som föder eller för barnet. Förlossningsbristningar i underlivet uppkommer däremot vid de flesta vaginala förlossningar, även när en förlossning handläggs helt korrekt och det inte finns några riskfaktorer.
Andelen förstföderskor i Sverige som drabbas av bristningar av grad 3 eller 4 varierar mellan 3,9 och 7,6 procent enligt statistik från Socialstyrelsen. Vad gäller andra förlossningsskador saknas det statistik över hur många kvinnor som årligen drabbas i Sverige, men en engelsk studie har visat att mellan 70 och 85 procent av alla kvinnor som föder vaginalt får grad 1 och 2-bristningar i slemhinna, mellangården (perineum) eller båda .